# Тисяча журавлів
Тисяча журавлів (яп. 千羽鶴) — повість японського письменника Ясунарі Кавабати, написана 1951 року. Її написано на основі принципу вабі — приглушена, неяскрава краса, показ цінності кожної миті життя.

## Сюжет
Композиційна побудова повісті «Тисяча журавлів» пов'язана із традицією чайної церемонії. Саме з цього ритуалу в храмі древнього міста Камакура (де сам Кавабата жив тривалий час) і починається знайомство читачів з головними героями: Кікудзі і Юкіко, долі яких і становлять основу сюжету. Чайна церемонія — загальний фон, а точніше, художня тканина, переплетіння «ниток» якої з'єднує минуле і теперішнє всіх персонажів.
Сутність чайного обряду — старовинної традиції, доведеної японською естетикою до рівня високого мистецтва, — полягає в тому, щоб дати можливість людині поміркувати над своїм життям, очистити душу від повсякденних турбот і метушні, нагадати про гармонійну єдність людини з природою та іншими людьми.
Існує чотири правила чайної церемонії: 
- Гармонія. Це умова існування, основа основ; постійність можлива лише тоді, коли є рівновага. Наслідуючи красу, людина вдосконалює себе та свої стосунки зі світом. Пошуки гармонії — призначення традиційного мистецтва японців;

- Чемність. Вона передбачає щирість стосунків між людьми, співзвуччя сердець, «зустріч почуттів» не за правилами поведінки, а через те, що душа людини, яка потрапляє у світ краси та натуральності, прихильна до добра. Чайний дім — це обитель миру та спокою, сюди немає доступу людям з поганими думками;

- Чистота. Вона повинна бути абсолютною, починаючи від почуттів та думок, закінчуючи чистотою в буквальному розумінні;

- Спокій. Головне у чайному домі — тиша та спокій, які необхідні для рівноваги духу, для бесіди «серцями».

Як неодноразово підкреслював сам Кавабата, його метою був не докладний опис чайної церемонії, а застереження від вульгаризації її сучасністю. Небезпека духовного знецінення давньої традиції у повісті йде від Тікако Курімото, яка «здобула собі неабияку славу вчительки чайної церемонії». Із нею пов'язані всі життєві труднощі головних героїв повісті. Колись Тікако була коханкою батька Кікудзі, котрий вже по-дорослому осмислює свої дитячі спогади про неї. Пізніше ця жінка змогла увійти в довіру до його матері, ставши незамінною помічницею в родині Кікудзі, допомагаючи влаштовувати чайні церемонії і навіть прислуговуючи на кухні, коли збиралися гості. Тікако опікає і вже дорослого Кікудзі, котрий втратив батьків. Вона впливає на розвиток його стосунків з нареченою Юкіко Інамурі і чинить перешкоди його контактам з пані Оота та її дочкою Фуміко. Тікако пересуває людей та їхні долі, як чашки: спочатку вона підсуває Кікудзі Юкіко і відсуває пані Оота, потім відсуває її дочку Фуміко, врешті-решт відсуває і Юкіко, кажучи, що обидві дівчини вийшли заміж.
Слід зазначити, що на сторінках повісті самий чайний посуд і взагалі вся кераміка — вази, чашки і чайники — живуть немовби власним особливим життям, що пов'язане з минулим. Старовинні речі, яким по кілька сот років, відтіняють швидкоплинність людського існування, втілюють віковічну мудрість, нагадують про неминущі цінності.
Огорнений романтичним серпанком образ Юкіко, котра тримає в руках рожеву крепдешинову хустку (фуросікі) із зображенням літаючих журавлів, заполонив уяву Кікудзі із самого початку повісті. Він закохується в Юкіко, шукаючи в ній втілення своїх мрій. Іншу сюжетну лінію повісті складають досить складні стосунки (у тому числі й любовні) Кікудзі з пані Оота та її дочкою Фуміко. Із пані Оота його пов'язують спогади про батька (котрий зближується з нею після Тікако). Оота-сан шукає у синові риси батька, люблячи його і шануючи пам'ять про нього. Зближення з Кікудзі викликає в неї почуття провини, а сам Кікудзі відкриває в Оота невідомі раніше її привабливі риси і краще розуміє тепер почуття свого батька. Оота не чинить перешкод запланованому шлюбу Кікудзі з Юкіко. Однак піклування і співчуття самого Кікудзі до дочки Оота — Фуміко (після раптової смерті її матері від паралічу серця чи самогубства) і зближення з нею, а також наполеглива «турбота» Тікако про Кікудзі роблять дівчину з літаючими журавлями на фуросікі недосяжною мрією для хлопця.
У японській символіці журавлі — символ надії, благополуччя і щастя. Малюнок із зображенням білосніжних птахів на рожевому фоні має глибокий смисл: героїня повісті повинна мати щасливу долю. Мрія про щастя взагалі є провідною ідеєю твору, але вона лишається недосяжною.
В естетиці японського мистецтва уявлення про речі, а точніше, про «сумну принадність речей», відіграє дуже велике значення. Дерева, квіти, каміння, кераміка сприймаються японцями як одухотворені образи, просякнуті настроями туги, співчуття, світлої печалі. У літературній творчості, особливо в поезії, як і в мистецтві складання букетів (ікебана), як і в традиційному японському саду, немає нічого зайвого, але завжди є місце для уяви, натяк, певна незавершеність і несподіваність, що змушують працювати думку й почуття. Спираючись на традиційну японську естетику, Кавабата через «сумну принадність речей» передає своє ставлення до героїв: симпатії і співчуття, милосердя і ніжність, гіркоту і біль. Розкривати внутрішній світ героїв, робити їх живими й близькими для читачів людьми допомагають письменникові також і суто японська споглядальність, тонке розуміння природи та її впливу на душу людини.
Природа у творах Кавабата завжди посідає особливе місце. Життя природи і людини, на думку письменника, поєднані невидимими ланцюгами. Усвідомлення цього первісного невід'ємного зв'язку надзвичайно важливе для митця. З ним пов'язане і відчуття ритму цілісного світу, що дозволяє проникати у закони природи, жити з нею одним життям, не відступаючи від природного єства, не створюючи дисгармонії, дисонансу, розладу з нею, а значить, і з самим собою. Рядки про природу створюють своєрідний фон, на якому розгортається життя героїв, проте нерідко природа набуває і самостійного значення, стаючи одним із образів твору. Кавабата закликає вчитися у природи, проникати в її нерозгадані таємниці, він бачить у спілкуванні з природою шлях до морального та естетичного вдосконалення людини.
У зображенні Кавабата природа прекрасна й велична, через показ змін у ній автор відтворює порухи людської душі, тому майже всі твори письменника багатопланові, вони мають прихований підтекст. У повісті «Тисяча журавлів» природа немовби співчуває героям. Наприклад, через опис природи передається тривога Кікудзі перед невідомістю. Коли Кікудзі виглянув у сад, «по небу прокотився грім. Далекий і могутній, він наближався все ближче й ближче. На мить дерева у саду освітив спалах блискавки». Блискавка як думка і думка як блискавка — нерозривність цих понять допомагають авторові краще висвітлити образ Кікудзі, який переживає осяяння, знайшов потрібне рішення, певний вихід для себе. «І одразу зашумів дощ, — пише Кавабата. — Поступово грім відкотився далі». Дощ неначе змиває тривожні передчуття героя, очищує його душу, відкриває шлях до нового, чистого начала. «Кікудзі підвівся і зателефонував Фуміко». Розмовляючи з нею по телефону про дрібниці, Кікудзі ледь її слухав, перевівши розмову на головне: 
```
«- У нас тут справжня злива. А у вас?..
- Ллє, як з відра. Тільки-но так гримнуло, що я ледь не вмерла.
- Зате після дощу буде так свіжо…»
```

Слово «свіжий», «свіжість» означає не тільки стан у природі після дощу, а й зміну у внутрішньому світі героя.
В описі зустрічі персонажів використовується така сама символіка.
```
«- Напевне, ви чули по телефону, як тут зранку шумів дощ?
 
— спитав Кікудзі.
- Хіба по телефону почуєш? Я не звернула уваги. Дивно, невже можна почути, як шумить дощ у вашому саду?»
```

В останній фразі даного діалогу застосовується прийом іносказання. Це речення слід розуміти так: «Хіба можна знати, що відбувається у вашій душі?»
У фіналі повісті символіка речей і природи зливається воєдино. Уранці, після ночі з Фуміко, Кікудзі у саду перед чайним павільйоном піднімає друзки чашки, розбитої дівчиною напередодні. З цією чашкою пов'язані стосунки чотирьох людей: батька Кікудзі з пані Оота і самого Кікудзі з Фуміко. 
```
«Кікудзі склав разом чотири великих друзки, і в його долоні з'явилась чашка. Тільки на її краю не вистачало шматочка. Кікудзі узявся його відшукати, та згодом полишив цю спробу». Піднявши очі вгору, він побачив, що на сході поміж деревами сяяла одна велика зірка. «Скільки я вже не бачив ранкової зорі!»
 
— подумав Кікудзі, дивлячись у небо, що потроху затягували хмари. Зірка виблискувала серед хмар і від того здавалася ще більшою, ніж була насправді… «Нема сенсу збирати черепки, коли на небі сяє зірка таким свіжим блиском»,
 
— промайнуло у голові Кікудзі. І він кинув уламки на землю".
```

Фуміко, рішуче розбиваючи ввечері чашку, немовби обривала всі пута минулого, які безнадійно заплутали ті, хто пив чай із цієї чашки до неї, пута, що не відпускали від спогадів тих, хто живе нині. Водночас дівчина переживає з приводу того, що Кікудзі може порівняти її чашку з іншою, кращою (тобто з Юкіко):
```
«У вас є краще „сіно“,
 
— прошепотіла вона». 
[
1
]
```

Однак після незабутнього вечора Кікудзі й не думав порівнювати Фуміко з кимсь іще. Вона стала для нього незрівнянною, стала самою долею. Проте, кинувши черепки на землю, Кікудзі, знову піднявши очі угору, ледь не скрикнув: «Зірки вже не було. Поки він збирав друзки, ранкова зірка сховалася за хмарою». Він знову підняв черепки. «Шкода було кидати чашку. Та й тут її могла побачити Тікако» (через яку все минуло виглядає гріховним і брутальним). Втративши зірку (Юкіко), Кікудзі все ж таки відчуває, що звільнився від «гидкої чорної пелени, що застила йому світ», символом якої у повісті є потворна лунина на грудях (тобто на душі) Тікако. Невже його врятувало гріхопадіння чистої Фуміко? — розмірковує сам-на-сам герой, згадуючи, як не опиралася Фуміко — «опиралася тільки її чистота». Кікудзі боявся, що цього разу прокляття торкнеться його душі, а вийшло навпаки: його душа неначе очистилася. Чиста хмарка Фуміко, що закрила зірку Юкіко і очистила душу самого Кікудзі, безслідно розтанула. Кікудзі ніде не може знайти дівчину, яка так раптово зникла. Згадавши її слова «Смерть йде за мною слідом», він відчуває, як дерев'яніють його ноги від жахливої думки: «Не можу повірити, що вона померла!» «Як же Фуміко могла померти, коли мене самого вона повернула до життя?» — із цим та з багатьма іншими питаннями залишає свого героя Кавабата у фіналі повісті. І у скорботній тональності немовби відповідає на почуття Кікудзі вся природа, що також сумує разом із людиною.
Лірична повість «Тисяча журавлів» написана на основі давнього естетичного принципу японського мистецтва — міябі (яскрава краса). Краса у творі показана всебічно: і як чуттєва, земна краса, втілена в образі пані Оота, і як вишукана, вічна краса, уособлена в образі дівчини Юкіко, і як прихована, внутрішня краса, що знайшла втілення в образі Фуміко. Автор передає відчуття краси з допомогою особливого прийому — натяку (йодзю), який створює настрій, викликає «надпочуття», змушуючи працювати думку і уяву читача.
Повість «Тисяча журавлів» має глибокий гуманістичний зміст. Назва твору промовиста: тисяча журавлів — це символ чистоти та щастя, яких шукає кожна людина, інколи не здогадуючись, що вони зовсім поруч.

## Визнання
В 1968 році Нобелівский комітет відзначив три повісті: «Країну снігів», «Тисячу журавлів» та «Стару столицю» і Кавабата став першим із японських письменників, що отримав Нобелівську премію з літератури «за майстерність розповіді, яка з надзвичайною чутливістю виражає сутність японської душі».

## Українські переклади
У 1976 році у видавництві «Дніпро» вийшла книжка Кавабати в перекладах І. Дзюби «Країна снігу».